# Aire urbaine du Vigan
L'aire urbaine du Vigan est une aire urbaine française constituée autour de la ville du Vigan, dans le département du Gard.

## Caractéristiques
Selon la délimitation établie par l'INSEE (zonage en aires urbaines 2010), l'aire urbaine du Vigan est composée en 2019 de 14 communes,, toutes situées dans le Gard. 
L'aire urbaine est constituée autour de l'unité urbaine du Vigan, considérée par l'Insee comme un petit pôle urbain, les autres communes en constituant la couronne.
Le tableau suivant détaille la répartition de l'aire urbaine sur le département (les pourcentages s'entendent en proportion du département) :
| Département | Communes | Communes (%) | Superficie (km2) | Superficie (%) | Population (2017) | Population (%) |
| ----------- | -------- | ------------ | ---------------- | -------------- | ----------------- | -------------- |
| Gard        | 14       | 3,98         | 204,01           | 3,48           | 8 876             | 1,2            |

## Composition
Les communes de l'aire urbaine du Vigan sont les suivantes :
| Nom                | Code Insee | Statut           | Superficie (km2) | Population (dernière pop. légale) | Densité (hab./km2) |
| ------------------ | ---------- | ---------------- | ---------------- | --------------------------------- | ------------------ |
| Arphy              | 30015      |                  | 20,92            | 138 (2022)                        | 6,6                |
| Arre               | 30016      |                  | 7,26             | 258 (2022)                        | 36                 |
| Arrigas            | 30017      |                  | 20,28            | 214 (2022)                        | 11                 |
| Aulas              | 30024      |                  | 2,91             | 445 (2022)                        | 153                |
| Aumessas           | 30025      |                  | 21,45            | 252 (2022)                        | 12                 |
| Avèze              | 30026      |                  | 4,14             | 1 059 (2022)                      | 256                |
| Bez-et-Esparon     | 30038      |                  | 8,33             | 330 (2022)                        | 40                 |
| Bréau-Mars         | 30052      | commune nouvelle | 28,49            | 679 (2022)                        | 24                 |
| Mandagout          | 30154      |                  | 15,12            | 370 (2022)                        | 24                 |
| Molières-Cavaillac | 30170      |                  | 7,71             | 903 (2022)                        | 117                |
| Montdardier        | 30176      |                  | 35,25            | 198 (2022)                        | 5,6                |
| Pommiers           | 30199      |                  | 6,51             | 57 (2022)                         | 8,8                |
| Saint-Bresson      | 30238      |                  | 8,4              | 71 (2022)                         | 8,5                |
| Le Vigan           | 30350      |                  | 17,24            | 3 786 (2022)                      | 220                |

## Évolution démographique
| 1968  | 1975  | 1982  | 1990  | 1999  | 2006  | 2011  | 2016  | 2017  |
| ----- | ----- | ----- | ----- | ----- | ----- | ----- | ----- | ----- |
| 8 061 | 8 044 | 8 530 | 8 697 | 8 955 | 9 067 | 8 893 | 8 908 | 8 876 |

## Pour approfondir